# Heinrich Sutermeister
Pour les articles homonymes, voir Sutermeister.
Compositeur de nationalité suisse qui vécut au XXe siècle (né à Feuerthalen, 12 août 1910 – mort à Morges, 16 mars 1995), Heinrich Sutermeister est beaucoup plus connu pour ses opéras que pour ses œuvres isolées telles ses compositions pour chœurs, instruments solistes ou, par exemple, ses trois concertos pour piano.

## Biographie

### Naissance et jeunesse
Il est né dans une famille suisse alémanique qui pratiquait la musique en amateur. Sa famille habitait, à cette époque, dans la ville de Feuerthalen, dans le canton de Schaffhouse. Heinrich Sutermeister reçut ses premières leçons de piano vers l’âge de 9 ans. Son père, pasteur protestant de métier, portait une grande attention à l’apprentissage musical de son fils et c’est ainsi qu’il inscrivit son fils à la Musikschule de Bâle où il commença à étudier l’harmonie.

### Émergence d'une vocation
En 1929, il entreprit des études universitaires de philologie romaine et germanique. Il fit, en cette période, un voyage à Paris afin de suivre les cours d’histoire de la musique donnés à la Sorbonne par André Piro. Il se rendit également à l’Opéra-Comique où il découvrit les œuvres de Maurice Ravel et Claude Debussy et fréquenta quelque peu le Groupe des Six composé de Jean Cocteau, Darius Milhaud, Georges Auric, Arthur Honegger, Germaine Tailleferre, Francis Poulenc et Louis Durey.

### Études et carrière musicale
En 1931, il quitta la Suisse pour suivre les cours de la « Müncher Akademie der Tonkunst ». Arrivé à Munich, Courvoisier puis Gustave Geierhaas lui enseignèrent l’harmonie et le contrepoint et Hugo Röhr, la direction d'orchestre. Mais ce sont Werner Egk et Carl Orff qui auront sur lui la plus grande influence. S’ensuit une période de composition (1932 à 1934) d’où naissent les Douze inventions pour piano et les Six mélodies baroques pour ténor, chœur de femmes et trois instruments à vent qui lui permettront de gagner le premier prix du concours organisé par le studio radiophonique de la capitale bavaroise. En automne 1934, il obtient le poste de répétiteur à l’opéra de Berne, poste qu’il honore jusqu’en 1935 où il décide de se consacrer entièrement à la composition. De cette période naissent l’oratorio de chambre Jorinde et Joringel (du conte de Grimm du même nom), un ballet-pantomime nommé Le village sous le glacier ainsi qu’un divertimento intitulé Divertimento pour orchestre à cordes.
En été 1936, Radio Berne crée le premier opéra radiophonique qui avait pour titre L’Araignée noire. Cet opéra sera porté à la scène treize ans plus tard. Durant l’hiver 1936 - 1937, il travaille à la cantate Andreas Gryphius qui remporte le premier prix au concours du chœur Häusermann. Après un voyage en Italie, à Vérone, il décide d’écrire un opéra consacré à Roméo et Juliette qu’il achèvera en 1939 et qui sera interprété par l’opéra de Dresde sous la direction de Karl Böhm. Désormais, Heinrich Sutermeister s’impose avant tout comme compositeur dramatique et, durant l’hiver 1941, il compose un second opéra, L’Île enchantée, d’après le texte La Tempête de Shakespeare.
Il revient ensuite en Suisse, à Vaux-sur-Morges, et compose son premier concerto pour piano et un quatrième opéra Raskolnikoff d’après Crime et Châtiment, de Dostoïevski qui sera créé le 14 octobre 1948 à Stockholm en Suède.
S’ensuit une période de réflexion et de composition qui donnera naissance, en 1953, au Requiem créé à Milan sous la direction d'Herbert von Karajan. En 1955 et 1959, il crée ses deux premières musiques de film qui sont respectivement Louis II de Bavière et L’Homme qui ne pouvait pas dire non.
De 1963 à 1975, il donne des cours de composition à la « Hochschule für Musik » de Hanovre. Entre 1960 et 1980, il écrit les opéras Séraphine, Le Fantôme de Canterville, La Croisade des enfants, Madame Bovary, Le Roi Bérenger, de nombreux chœurs a cappella, des œuvres de musique de chambre et des cantates, notamment l’Ecclesia et le Te Deum ainsi que bon nombre de pièces solistes. En 1977, il est élu membre correspondant de l’Académie des Beaux Arts de Bavière. Il décède à Morges le 16 mars 1995 à l’âge de 85 ans.

## Influences
Sur les traces de son maître Carl Orff et d'Arthur Honegger, il s'est engagé à contre-courant d'un certain avant-gardisme. Passionné de mathématique, il croyait aux nombres symboliques tels que le nombre d'or et c'est ainsi qu'il en a fait usage dans sa musique. Nous pouvons qualifier Heinrich Sutermeister de compositeur néo-classique car il souhaitait que la musique puisse être accessible par tout individu provenant de n'importe quel horizon, qu'il soit musicien ou non.

## Œuvres
Opéras
- Die schwarze Spinne (L'Araignée noire), opéra radiophonique d'après Jeremias Gotthelf, 1936
- Romeo und Julia, opéra d'après William Shakespeare, 1940
- Die Zauberinsel (L'île enchantée), opéra d'après Sheakespeare, 1942
- Raskolnikoff, opéra d'après Fiodor Dostoïevski, crée à Stockholm en 1948
- Der rote Stiefel (La botte rouge), opéra, 1951
- Titus Feuerfuchs oder Die Liebe, Tücke und Perücke (Titus le renard de feu ou l'amour, la perfidie et la perruque), opéra, 1958
- Seraphine oder Die stumme Apothekerin, opéra buffa d'après un texte de Rabelais, 1959
- Le Fantôme de Canterville, opéra d'après Oscar Wilde, 1963
- Madame Bovary, opéra d'après Gustave Flaubert, 1967
- La croisade des enfants, opéra
- Le Roi Bérenger, opéra d'après Eugène Ionesco, 1985

Concertos
- Premier concerto pour piano et orchestre, 1943
- Deuxième concerto pour piano et orchestre (de chambre), 1953
- Troisième concerto pour piano et orchestre, 1961-62
- Premier concerto pour violoncelle et orchestre, 1954-55
- Deuxième concerto pour violoncelle et orchestre, 1971
- Concerto pour clarinette et orchestre, 1975-76

Théâtre et danse
- Max und Moritz, ballet selon Wilhelm Busch
- Le village sous le glacier, ballet-pantomime, 1935
- Niobe, Monodrame, 1946
- Das Gespenst von Canterville, jeux musical pour la télévision selon Oscar Wilde, 1962-63
- Consolatio philosophiae, Scène dramatique, 1979

Musique pour piano solo
- Douze inventions pour piano
- Sonatine en mi bémol, 1948
- Hommage à Arthur Honegger
- Bergsommer (Été à la montagne), huit petites pièces faciles, 1941

Musique de chambre
- Capriccio, pour clarinette solo, 1946
- Concertino pour piano, clarinette, basson, cor, trompette et trombone
- Modeste Mignon d'après Honoré de Balzac, pour 2 flûtes, 2 hautbois, 2 clarinettes, 2 bassons et 2 cors
- 4 Lieder pour baryton et piano, en allemand d'après des textes de Troubadours suisses
- Six mélodies baroques pour ténor, chœur de femmes et trois instruments à vent

Musique religieuse
- Missa da Requiem, créé à Milan avec Herbert von Karajan en 1953
- Te Deum, 1975
- Divers cantates dont Eclesia (1975) sur un texte de Pierre-Alain Tâche

Musiques de film principales
- Louis II de Bavière
- L'homme qui ne pouvait pas dire non

Autre musique
- Die Alpen, Fantaisie sur des chants folkloriques suisses, 1948
- Poème funèbre - En mémoire de Paul Hindemith pour orchestre à cordes, 1965
- Sérénade pour Montreux pour orchestre, 1970
- plusieurs Divertimenti pour orchestre à cordes
- Marche fantasque pour grand orchestre
- Jorinde et Joringel, oratorio de chambre, 1935
- Roméo und Julia suite symphonique d'après l'opéra, 1940